# Sarah Eakin Cowan
Sarah Eakin Cowan (* 1873 in Hendersonville, Henderson County, North Carolina, USA; † 1958 in Miami, Miami-Dade County, Florida) war eine US-amerikanische Malerin und Miniaturmalerin.

## Leben
Sarah Eakin Cowan wurde 1873 in Hendersonville (North Carolina) geboren. Sie erhielt ihre künstlerische Ausbildung an der Pennsylvania Academy of the Fine Arts in Philadelphia, wo sie unter anderem bei Cecilia Beaux studierte. Von 1907 bis 1908 studierte sie an der Académie Julian in Paris. Anschließend hatte sie mehrere Jahre lang ein Atelier in New York, bevor sie durch das Land reiste, um ein Buch mit Silhouetten berühmter Persönlichkeiten zu erstellen.
Ihre Werke wurden 1917 in Cragsmoor, New York, ausgestellt, 1917 in der Little Gallery in einer Einzelausstellung, 1935 bei der American Society of Miniature Painters, wo sie eine Medaille gewann, sowie 1922, 1935, 1936 und 1937 bei der Pennsylvania Society of Miniature Painters, 1938 in der Grand Central Art Gallery und 1939 bei WFNY gezeigt. Sie war Mitglied der American Society of Miniature Painters, der Pennsylvania Society of Miniature Painters, der National Association of Women Artists und des Pen and Brush Club in New York.